# قوبلای خان
قوبیلای خان یا کوبلای خان (مغولی: Хубилай، مغولی میانه: "Qubilai", انگلیسی: Kublai Khan) (۲۳ سپتامبر ۱۲۱۵ میلادی – ۱۸ فوریهٔ ۱۲۹۴ میلادی در پکن) یکی از نوادگان چنگیز خان بود که بین سال‌های ۱۲۶۰ تا ۱۲۹۴ میلادی حکومت کرد و به این ترتیب، پنجمین خانِ بزرگ امپراتوری مغول بود. پس از تقسیم امپراتوری، کوبلای چین (و به‌این‌ترتیب لقب «خان بزرگ») را از آنِ خود کرد و سلسلهٔ یوان را در سال ۱۲۷۱ میلادی در این کشور بنیاد نهاد. او پسر تولی خان و برادر بزرگِ هولاکو بود که در ایران حکومت می‌کرد، بود.
از وقایع مهم این امپراتور، حمله به ژاپن بود، که در هر دو لشکرکشی، توفان نابه‌هنگام (که ژاپنی‌ها از آن به‌عنوان کامی‌کازه، به‌معنی «طوفان خدا» یا «معجزه» یاد می‌کنند) باعث شکست نیروی دریایی مغول‌ها و عقب‌نشینی آنان به‌سوی چین شد.
در زمان کوبلای خان، سفرنامه‌نویس مشهور ایتالیایی، مارکو پولو نیز به چین سفر کرد و مدت زیادی در دربار او مشغول بود. پس از فتح چین و تغییر مذهب قوبلای خان بسیاری از مغولان آنجا آیین بودیسم تبتی را پذیرفتند که دین رسمی سلسله یوان (۱۲۷۱–۱۳۶۸ م) شد.

## اوایل زندگی

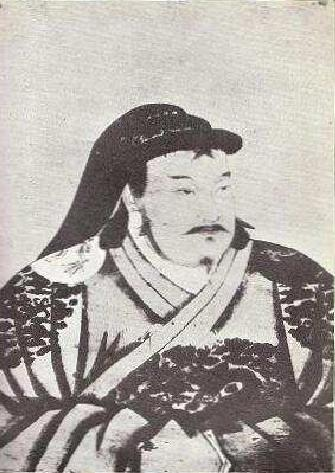
پرتره قوبيلاي خان

قوبلای خان فرزند چهارم تولی خان و فرزند دوم وی با سرقویتی بیگی بود. همان‌طور که پدربزرگش چنگیز خان توصیه کرده بود، سرقویتی بیگی، مادر وی، یک زن بودایی از تانگوت‌ها را به عنوان دایه وی برگزید. در سال ۱۲۲۴ میلادی چنگیز خان در هنگام بازگشت به خانه پس از تسخیر مغرب خاورمیانه (حمله مغول به ایران)، بعد از نخستین شکار خود در نزدیکی رود ایلی مراسمی را برای نوه‌های خود منگوقاآن و قوبلای انجام داد. قوبلای نه سال داشت و به همراه برادر بزرگتر خود خرگوش و یک بزگوزن را کشت. پس از آن پدربزرگش چربی حاصل از جانوران کشته‌شده را بر روی انگشت میانی قوبلای مطابق با یک سنت مغول آغشته کرد. گفت: «سخنان این پسر، قوبلای پر از خرد است، به این سخنان به خوبی توجه کنید - همه شما به سخنان وی توجه کنید.» سه سال بعد از این رویداد در سال ۱۲۲۷، هنگامی که قوبلای ۱۲ ساله بود، چنگیز درگذشت. پدر قوبلای به مدت دو سال به عنوان فرمانده مغول خدمت می‌کرد تا اینکه در سال ۱۲۲۹ میلادی جانشین چنگیز، عموی سوم قوبلای، اوگتای خان، به عنوان خان بزرگ مغول تاج‌گذاری کرد.

## به تخت نشستن قوبیلای خان
هنگامی که منگوقاآن در حال فتح چین جنوبی بود، برادر دیگر خود که اریق بوقا نام داشت را به جای خود برای حکومت کردن قرار داده و خواستار آن بود که بعد از مرگ خود، وی را به عنوان جانشینش اعلام کنند. اما پس از مرگ منگوقاآن، سه برادرش قوبیلای، هلاکو و اریق بوقا بر سر جانشینی با یکدیگر درگیر شده و به رقابت پرداختند. هلاکو ایران را فتح کرد، قوبیلای در فتح چین پیروز شد، و اریق بوقا در مرکز حکومت خود را خان معرفی نموده و از اعضای خاندان مغول حامیانی یافته بود.
قوبیلای که با فتح چین و برقراری ارتباط نزدیک با چینیان از ایستادگی سپاه و نیروها با خود اطمینان حاصل کرده بود در اوایل سال ۶۵۸ هجری در شهر کنجافو یکی از شهرهای چین شمالی یا ختای مجلسی ترتیب داده، خود را خان جدید مغول معرفی کرد و در فصل بهار بر تخت فرمانروایی نشست.